# Sówkowate Polski
Sówkowate Polski – gatunki motyli z rodziny sówkowatych (Noctuidae) występujące w Polsce. 477 gatunków stwierdzono do 2004 roku. W 2016 baza Motyle Europy Krzysztofa Jonko podaje z tego kraju 440 następujących gatunków:

## Podrodzina:Błyszczki(Plusiinae)
- Abrostola asclepiadis – zgrzeblica trojeściówka
- Abrostola tripartita – zgrzeblica trojaczka
- Abrostola triplasia – zgrzeblica trzysterka
- Autographa bractea – błyszczka złotorombka
- Autographa buraetica – błyszczka buriacka
- Autographa gamma – błyszczka jarzynówka
- Autographa jota – błyszczka dwukropka
- Autographa mandarina – błyszczka mandarynka
- Autographa pulchrina – błyszczka zdobnica
- Diachrysia chrysitis – błyszczka spiżówka
- Diachrysia chryson
- Diachrysia stenochrysis
- Diachrysia zosimi – błyszczka zosimi
- Euchalcia consona – błyszczka zgodna
- Euchalcia modestoides
- Euchalcia variabilis
- Lamprotes c-aureum – błyszczka cezłotka
- Macdunnoughia confusa – błyszczka kroplówka
- Panchrysia aurea
- Plusia festucae – błyszczka kostrzewica
- Plusia putnami – błyszczka putnami
- Plusidia cheiranthi
- Polychrysia moneta – błyszczka pieniężnica
- Syngrapha ain – błyszczka modrzewiówka
- Syngrapha interrogationis – błyszczka borówczanka
- Syngrapha microgamma – błyszczka mała
- Trichoplusia ni – błyszczka ni

## Podrodzina:Eustrotiinae
- Deltote bankiana – galonówka srebrnica
- Deltote deceptoria – galonówka machlerzyca
- Deltote pygarga – galonówka ostrężyca
- Deltote uncula – galonówka haczyca

## Podrodzina:Kapturnice(Cuculliinae)
- Cucullia absinthii – kapturnica piołunówka
- Cucullia argentea – kapturnica srebrna
- Cucullia artemisiae – kapturnica bylicznaka
- Cucullia asteris – kapturnica nawłociówka
- Cucullia balsamitae
- Cucullia campanulae
- Cucullia chamomillae – kapturnica rumiankówka
- Cucullia fraudatrix – kapturnica omacnica
- Cucullia gnaphalii
- Cucullia lactucae – kapturnica sałatówka
- Cucullia lanceolata
- Cucullia lucifuga
- Cucullia lychnitis – kapturnica firletówka
- Cucullia praecana
- Cucullia prenanthis
- Cucullia scopariae
- Cucullia scrophulariae – kapturnica trędownikówka
- Cucullia tanaceti – kapturnica wrotyczówka
- Cucullia umbratica – kapturnica mleczówka
- Cucullia verbasci – kapturnica dziewannówka
- Cucullia xeranthemi

## Podrodzina:Dilobinae
- Diloba caeruleocephala – bielmica sinogłówka

## Podrodzina:Eriopinae
- Callopistria juventina – roztropnica młodzianka

## Podrodzina:Pantheinae
- Colocasia coryli – połacica leszczynówka
- Panthea coenobita – światowidka samotnica
- Trichosea ludifica

## Podrodzina:Acontiinae
- Acontia lucida – polnica blaskówka
- Acontia trabealis – polnica szachowniczka
- Aedia funesta
- Aedia leucomelas

## Podrodzina:Oncocnemidinae
- Calliergis ramosa
- Calophasia lunula – nocena księżycówka
- Lamprosticta culta
- Omphalophana antirrhinii
- Xylocampa areola

## Podrodzina:Amphipyrinae
- Allophyes oxyacanthae – kremata głogówka
- Amphipyra berbera – opłonka berberyjka
- Amphipyra livida – opłonka czernica
- Amphipyra perflua
- Amphipyra pyramidea – opłonka stogowica
- Amphipyra tetra
- Amphipyra tragopoginis – opłonka kozibródka
- Asteroscopus sphinx – kremata lipówka
- Brachionycha nubeculosa – kremata brzozówka
- Meganephria bimaculosa
- Valeria oleagina

## Podrodzina:Metoponiinae
- Panemeria tenebrata – pozłotka pokątnica
- Tyta luctuosa – przewieżgnica żałobka

## Podrodzina:Wieczernice(Acronictinae)
- Acronicta aceris – wieczernica klonówka
- Acronicta alni – wieczernica olszówka
- Acronicta auricoma – wieczernica górolubka
- Acronicta cinerea – wieczernica siwicówka
- Acronicta cuspis – wieczernica dzirytówka
- Acronicta euphorbiae – wieczernica wilczomleczówka
- Acronicta leporina – wieczernica królica
- Acronicta menyanthidis – wieczernica bobrówka
- Acronicta psi – wieczernica strzałówka
- Acronicta rumicis – wieczernica szczawiówka
- Acronicta strigosa – wieczernica głogówka
- Acronicta tridens – wieczernica grotówka
- Craniophora ligustri – wieczernica ligustrówka
- Moma alpium – pyszałek orion
- Oxicesta geographica – cetka geografika
- Simyra albovenosa – włócznica białożyłka
- Simyra nervosa – wieczernica nerwówka
- Subacronicta megacephala – wieczernica topolówka

## Podrodzina:Condicinae
- Acosmetia caliginosa
- Eucarta amethystina
- Eucarta virgo – najemka dziewica

## Podrodzina:Heliothinae
- Helicoverpa armigera – słonecznica orężówka
- Heliothis adaucta
- Heliothis maritima
- Heliothis nubigera
- Heliothis ononis – słonecznica wilżynówka
- Heliothis peltigera – słonecznica tarczówka
- Heliothis viriplaca – słonecznica szczeciówka
- Periphanes delphinii
- Protoschinia scutosa – słonecznica bylicówka
- Pyrrhia umbra – słonecznica ceglicówka

## Podrodzina:Bryophilinae
- Bryophila domestica – porostnica podomka
- Bryophila ereptricula – porostnica rabunka
- Bryophila raptricula – porostnica powrotka
- Cryphia algae – porostnica glonówka
- Cryphia fraudatricula – porostnica oszustka
- Cryphia receptricula
- Victrix umovii

## Podrodzina:Noctuinae
- Actebia fennica
- Actebia fugax
- Actebia praecox
- Actinotia polyodon – cmucha przejrzysta
- Agrochola circellaris – źrenicówka rudawka
- Agrochola helvola – źrenicówka czerwienica
- Agrochola laevis
- Agrochola litura – źrenicówka przecinkówka
- Agrochola lota – źrenicówka wierzbniakówka
- Agrochola lychnidis – źrenicówka pistacjówka
- Agrochola macilenta – zrzenicówka mniejsza
- Agrochola nitida
- Agrotis bigramma
- Agrotis cinerea
- Agrotis clavis – rolnica łubówka
- Agrotis desertorum
- Agrotis exclamationis – rolnica czopówka
- Agrotis ipsilon – rolnica gwoździówka
- Agrotis ripae
- Agrotis segetum – rolnica zbożówka
- Agrotis trux
- Agrotis vestigialis – rolnica szkółkówka
- Ammoconia caecimacula
- Amphipoea fucosa – paciepnica rdzawka
- Amphipoea lucens – paciepnica torfowa
- Amphipoea oculea – paciepnica korzeniówka
- Anaplectoides prasina – rolnica żółtozielona
- Anarta myrtilli – okrzętnica wrzosówka
- Anarta odontites
- Anarta trifolii – piętnówka chwastówka
- Anorthoa munda – przegibka schludnica
- Antitype chi – ochybnica chi
- Apamea anceps – sówka darniówka
- Apamea crenata – sówka oparzałka
- Apamea epomidion – sówka gajówka
- Apamea furva – sówka szara
- Apamea illyria
- Apamea lateritia – sówka oparzałka
- Apamea lithoxylaea – sówka drewnica
- Apamea monoglypha – sówka wróblówka, paciepnica korzeniówka
- Apamea oblonga – sówka wydłużka
- Apamea platinea – sówka platynówka
- Apamea remissa – sówka łagodna
- Apamea rubrirena
- Apamea scolopacina – sówka posłonka
- Apamea sordens – sówka perzówka
- Apamea sublustris – sówka nadobna
- Apamea syriaca – sówka syryjska
- Apamea unanimis
- Aporophyla lueneburgensis
- Aporophyla lutulenta
- Aporophyla nigra
- Apterogenum ypsillon
- Archanara dissoluta
- Archanara neurica
- Arenostola phragmitidis
- Atethmia ambusta
- Atethmia centrago – ozimica średnia
- Athetis furvula
- Athetis gluteosa
- Athetis hospes
- Athetis lepigone
- Athetis pallustris
- Atypha pulmonaris
- Auchmis detersa
- Axylia putris – rolnica zbutewka
- Blepharita amica
- Brachylomia viminalis
- Calamia tridens – paciepnica zielonka
- Caradrina clavipalpis – światłówka izdebnica
- Caradrina kadenii
- Caradrina montana
- Caradrina morpheus – światłówka sennica, światłówka morfeusz
- Caradrina selini – światłówka olszewnica
- Celaena haworthii
- Ceramica pisi – piętnówka grochówka
- Cerapteryx graminis – kosiczka łąkowa
- Cerastis leucographa – rolnica białoplamka
- Cerastis rubricosa – rolnica łupkówka
- Charanyca ferruginea – światłówka rdzawica
- Charanyca trigrammica – światłówka potrójnica
- Chersotis cuprea – rolnica miedzianka
- Chersotis margaritacea
- Chersotis multangula
- Chersotis rectangula
- Chilodes maritima
- Chloantha hyperici
- Coenobia rufa
- Coenophila subrosea
- Conisania leineri
- Conisania luteago
- Conistra erythrocephala – porożnica rudogłowa
- Conistra ligula
- Conistra rubiginea – porożnica rudnica
- Conistra rubiginosa – porożnica zimówka
- Conistra vaccinii – porożnica jagodówka
- Coranarta cordigera
- Cosmia affinis
- Cosmia diffinis
- Cosmia pyralina – kresówka gruszówka
- Cosmia trapezina – kresówka leszczynówka
- Crypsedra gemmea
- Cryptocala chardinyi
- Dasypolia templi
- Denticucullus pygmina
- Diarsia brunnea – rolnica brunatna
- Diarsia dahlii
- Diarsia florida
- Diarsia mendica
- Diarsia rubi – rolnica malinówka
- Dichagyris candelisequa
- Dichagyris flammatra
- Dichagyris forcipula
- Dichagyris musiva
- Dichagyris signifera
- Dichonia convergens – ochybnica runiówka
- Dicycla oo
- Dryobotodes eremita
- Dypterygia scabriuscula – napleczka szczawica
- Egira conspicillaris – gaszka zorzyca
- Elaphria venustula – pominka powabna
- Enargia paleacea – kresówka żółtawa
- Epilecta linogrisea
- Epipsilia grisescens
- Epipsilia latens
- Episema tersa
- Eremobia ochroleuca – sówka ochroplamka
- Eremohadena immunda
- Eugnorisma depuncta
- Eugnorisma glareosa
- Eugraphe sigma
- Euplexia lucipara – brzaskówka ogorzałka
- Eupsilia transversa – zimiczka bukówka
- Eurois occulta
- Euxoa aquilina
- Euxoa birivia
- Euxoa cursoria
- Euxoa decora
- Euxoa distinguenda
- Euxoa eruta
- Euxoa nigricans
- Euxoa nigrofusca
- Euxoa obelisca
- Euxoa recussa
- Euxoa temera
- Euxoa tritici – rolnica pszenicówka
- Euxoa vitta
- Fabula zollikoferi
- Globia algae
- Globia sparganii – badylica jeżogłówka
- Gortyna flavago – paciepnica żółtaczka
- Graphiphora augur
- Griposia aprilina
- Hada plebeja – piętnówka brodawnica
- Hadena albimacula
- Hadena bicruris
- Hadena capsincola – ponocnica siemienica
- Hadena compta – ponocnica udatnica
- Hadena confusa
- Hadena filograna
- Hadena irregularis
- Hadena perplexa – ponocnica lepnicówka
- Hecatera bicolorata – ponocnica dwukolorowa
- Hecatera dysodea – ponocnica obłazówka
- Helotropha leucostigma – paciepnica białoznaczka
- Hoplodrina ambigua – światłówka babczarka
- Hoplodrina blanda
- Hoplodrina octogenaria – światłówka mysiotrzewka
- Hoplodrina respersa
- Hoplodrina superstes
- Hydraecia micacea – paciepnica ziemniaczana
- Hydraecia petasitis
- Hydraecia ultima
- Hyppa rectilinea – górzyca prostokreska
- Hyssia cavernosa
- Ipimorpha contusa
- Ipimorpha retusa – kresówka kobielistka
- Ipimorpha subtusa – kresówka sokorówka
- Jodia croceago
- Lacanobia aliena
- Lacanobia contigua – piętnówka wielobarwna
- Lacanobia oleracea – piętnówka brukiewka
- Lacanobia splendens
- Lacanobia suasa – piętnówka zmienna
- Lacanobia thalassina – piętnówka pstra
- Lacanobia w-latinum – piętnówka szaropaska
- Lasionycta imbecilla
- Lasionycta proxima
- Lateroligia ophiogramma – sówka wężówka
- Lenisa geminipuncta
- Leucania comma
- Leucania obsoleta
- Lithophane consocia – drewnica czernica
- Lithophane furcifera – drewnica widłówka
- Lithophane lamda
- Lithophane ornitopus
- Lithophane semibrunnea
- Lithophane socia – drewnica wiązówka
- Litoligia literosa – sówka literówka
- Longalatedes elymi
- Luperina nickerlii
- Luperina testacea
- Lycophotia molothina
- Lycophotia porphyrea – rolnica porfirówka
- Mamestra brassicae – piętnówka kapustnica
- Melanchra persicariae – piętnówka rdestówka
- Mesapamea secalella
- Mesapamea secalis – sówka żytnica
- Mesogona acetosellae
- Mesogona oxalina
- Mesoligia furuncula – sówka dwubarwka
- Mniotype adusta
- Mniotype bathensis
- Mniotype satura – nocnica ciemnica
- Mormo maura
- Mythimna albipuncta – mokradlica białokropka
- Mythimna conigera – mokradlica białoklinka
- Mythimna ferrago – mokradlica rdzawka
- Mythimna impura – mokradlica bezwstydna
- Mythimna l-album – mokradlica leica
- Mythimna litoralis
- Mythimna pallens – mokradlica blednica
- Mythimna pudorina – mokradlica wstydniczka
- Mythimna sicula
- Mythimna straminea
- Mythimna turca – mokradlica miedzianka
- Mythimna unipuncta
- Mythimna vitellina
- Naenia typica
- Noctua comes – rolnica komes
- Noctua fimbriata – rolnica aksamitka
- Noctua interjecta
- Noctua interposita
- Noctua janthe – rolnica wąskopaska
- Noctua janthina – rolnica przepaska
- Noctua orbona – rolnica sierotka
- Noctua pronuba – rolnica tasiemka
- Nonagria typhae
- Ochropleura plecta – rolnica boćwinówka
- Oligia fasciuncula
- Oligia latruncula – sówka ociemnica
- Oligia strigilis – sówka trawnica
- Oligia versicolor – sówka różnobarwna
- Opigena polygona
- Orbona fragariae
- Oria musculosa
- Orthosia cerasi – przegibka stałka
- Orthosia cruda – przegibka dębica
- Orthosia gothica – piętnówka wiciokrzewka
- Orthosia gracilis
- Orthosia incerta – przegibka zmiennica, piętnówka zmiennica
- Orthosia miniosa – przegibka miniówka
- Orthosia opima – przegibka okazała
- Orthosia populeti – przegibka topolówka
- Pabulatrix pabulatricula
- Pachetra sagittigera
- Panolis flammea – strzygonia choinówka
- Papestra biren
- Paradiarsia punicea
- Parastichtis suspecta
- Peridroma saucia
- Phlogophora meticulosa – krokiewka lękliwica
- Phlogophora scita
- Photedes captiuncula – badylica góralka
- Photedes extrema
- Photedes fluxa – badylica fluksa
- Photedes minima
- Phragmatiphila nexa
- Polia bombycina – piętnówka przybyszyca
- Polia hepatica
- Polia nebulosa – piętnówka chmurówka
- Polymixis flavicincta
- Polymixis polymita
- Polymixis xanthomista
- Polyphaenis sericata
- Protolampra sobrina
- Pseudeustrotia candidula – pominka jaśnica
- Rhizedra lutosa – badylica żółtaczka
- Rhyacia lucipeta
- Rhyacia simulans – rolnica symulanka
- Sedina buettneri
- Senta flammea
- Sideridis kitti
- Sideridis reticulata
- Sideridis rivularis – piętnówka goździkówka, ponocnica wyżpinówka
- Sideridis turbida
- Spaelotis ravida
- Spaelotis suecica
- Spodoptera exempta
- Spodoptera exigua – światłówka naziemnica
- Spodoptera frugiperda
- Standfussiana lucernea
- Staurophora celsia – paciepnica malachitówka
- Thalpophila matura – smętnica mocanka
- Tholera cespitis – splotka czernica
- Tholera decimalis – splotka perzanka
- Tiliacea aurago
- Tiliacea citrago
- Tiliacea sulphurago
- Trachea atriplicis – agatówka łobodnica
- Xanthia gilvago – ozimica piegówka
- Xanthia icteritia – ozimica rdzawka
- Xanthia ocellaris – ozimica oczatka
- Xanthia ruticilla
- Xanthia togata – ozimica ochrówka
- Xestia agathina
- Xestia alpicola
- Xestia ashworthii
- Xestia baja – rolnica niklica
- Xestia c-nigrum – rolnica panewka
- Xestia castanea
- Xestia collina
- Xestia ditrapezium – rolnica dwutrapezka
- Xestia rhaetica
- Xestia sexstrigata – rolnica sześciokreska
- Xestia sincera
- Xestia speciosa
- Xestia stigmatica
- Xestia triangulum – rolnica trójkątówka
- Xestia xanthographa – rolnica znakówka
- Xylena exsoleta – błędnica trzaska
- Xylena solidaginis
- Xylena vetusta – błędnica butwica
- Xylomoia graminea
- Xylomoia strix – ksylomka striks